# 代尔利根
代尔利根（德語：Därligen，德語發音：[ˈdɛʁlɪɡn̩]）是瑞士伯恩州的一个市镇。该市镇总面积为6.91平方千米，截至2018年12月31日总人口为435人。